# Henry Baldwin Ward
Henry Baldwin Ward (Troy, 1865 – 1945) è stato un botanico e zoologo statunitense.

## Biografia
Ward conseguì il bachelor's degree presso il Williams College di Williamstown, Massachusetts, nel 1885. Successivamente, conseguì nel 1982 il master's degree e il Ph.D. presso la Harvard University.
Nei due anni successivi, frequentò corsi postlaurea in università europee quali Gottinga, Friburgo in Brisgovia e Lipsia e presso istituti di ricerca biologica a Napoli, Helgoland e Villefranche-sur-Mer.
Dal 1886 al 1888 fu istruttore di Scienze presso la Troy High School.
Nel 1892, accettò l'incarico di istruttore di Morfologia all'Università del Michigan. L'anno seguente, divenne professore associato di Zoologia all'Università del Nebraska, dove ottenne la promozione a professore nel 1899. Tre anni dopo divenne decano del College di Medicina.
Nel 1909, fu nominato professore di Zoologia all'Università dell'Illinois, dove divenne professore emerito nel 1933. Ward rimase presso questa università fino alla sua morte, avvenuta nel 1945.
Sebbene Ward fosse principalmente noto per i suoi studi nella Zoologia, portò contributi anche al campo della ficologia.